# Campionats del món de ciclocròs de 2003
Els Campionats del món de ciclocròs de 2003 foren la 54a edició dels mundials de la modalitat de ciclocròs i es disputaren el 1 i 2 de febrer de 2003 a Monopoli, Pulla, Itàlia. Foren quatre les proves disputades.

## Resultats

### Homes
| Proves  | Or             | Plata                 | Bronze          |
| Elit    | Bart Wellens   | Mario De Clercq       | Erwin Vervecken |
| Sub-23  | Enrico Franzoi | Wesley Van der Linden | Thijs Verhagen  |
| Júniors | Lars Boom      | Eddy van Ijzendoorn   | Zdeněk Štybar   |

### Dones
| Prova | Or                   | Plata             | Bronze             |
| Elit  | Daphny van den Brand | Hanka Kupfernagel | Laurence Leboucher |

## Classificacions

### Cursa masculina
| Pos. | Ciclista        | País    | Temps  |
| ---- | --------------- | ------- | ------ |
|      | Bart Wellens    | Bèlgica | 56.43  |
|      | Mario de Clercq | Bèlgica | + 0.38 |
|      | Erwin Vervecken | Bèlgica | + 1.20 |
| 4.   | Ben Berden      | Bèlgica | + 1.28 |
| 5.   | Sven Nys        | Bèlgica | m.t.   |
| 6.   | Francis Mourey  | França  | + 2.07 |
| 7.   | Daniele Pontoni | Itàlia  | m.t.   |
| 8.   | Tom Vannoppen   | Bèlgica | + 2.24 |
| 9.   | Jiří Pospíšil   | Txèquia | + 2.26 |
| 10.  | Arnaud Labbe    | França  | m.t.   |

### Cursa femenina
| Pos. | Ciclista             | País          | Temps  |
| ---- | -------------------- | ------------- | ------ |
|      | Daphny van den Brand | Països Baixos | 38.24  |
|      | Hanka Kupfernagel    | Alemanya      | + 0.02 |
|      | Laurence Leboucher   | França        | + 0.16 |
| 4.   | Annabella Stropparo  | Itàlia        | + 0.31 |
| 5.   | Mette Andersen       | Dinamarca     | + 1.05 |
| 6.   | Maria Paola Turcutto | Itàlia        | + 1.10 |
| 7.   | Maryline Salvetat    | França        | + 1.19 |
| 8.   | Nicole de Bie-Leyten | Països Baixos | + 1.23 |
| 9.   | Corine Dorland       | Països Baixos | + 1.24 |
| 10.  | Ann Grande           | Estats Units  | m.t.   |

### Cursa masculina sub-23
| Pos. | Ciclista              | País          | Temps  |
| ---- | --------------------- | ------------- | ------ |
|      | Enrico Franzoi        | Itàlia        | 49.22  |
|      | Wesley Van Der Linden | Bèlgica       | + 0.28 |
|      | Thys Verhagen         | Països Baixos | + 0.35 |
| 4.   | Martin Bína           | Txèquia       | + 1.25 |
| 5.   | Bart Aernouts         | Bèlgica       | + 1.31 |
| 6.   | Jean-Baptiste Béraud  | França        | + 1.32 |
| 7.   | Tim van Nuffel        | Bèlgica       | + 1.33 |
| 8.   | Steve Chainel         | França        | + 1.35 |
| 9.   | Pieter Weening        | Països Baixos | + 1.36 |
| 10.  | Theo Eltink           | Països Baixos | m.t.   |

### Cursa masculina júnior
| Pos. | Ciclista            | País          | Temps  |
| ---- | ------------------- | ------------- | ------ |
|      | Lars Boom           | Països Baixos | 37.51  |
|      | Eddy van IJzendoorn | Països Baixos | + 0.30 |
|      | Zdeněk Štybar       | Txèquia       | + 0.36 |
| 4.   | Sebastian Langeveld | Països Baixos | + 0.39 |
| 5.   | Romain Villa        | França        | + 1.01 |
| 6.   | Jan Sel             | Txèquia       | + 1.07 |
| 7.   | Niels Albert        | Bèlgica       | + 1.34 |
| 8.   | František Klouček   | Txèquia       | + 1.38 |
| 9.   | Clément Lhotellerie | França        | + 1.39 |
| 10.  | Tom Van Den Bosch   | Bèlgica       | + 1.55 |

## Medaller
| Pos. | País          | Or | Plata | Bronze | Total |
| 1    | Països Baixos | 2  | 1     | 1      | 4     |
| 2    | Bèlgica       | 1  | 2     | 1      | 4     |
| 3    | Itàlia        | 1  | 0     | 0      | 1     |
| 4    | Alemanya      | 0  | 1     | 0      | 1     |
| 5    | França        | 0  | 0     | 1      | 1     |
| 5    | Txèquia       | 0  | 0     | 1      | 1     |